# Tyrannomimus
Tyrannomimus („napodobitel tyranů“) byl rod ornitomimosaurního ("pštrosího") dinosaura z čeledi Deinocheiridae, žijícího v období rané křídy (věk barrem, asi před 126 až 121 miliony let) na území dnešního Japonska (Prefektura Fukui).

## Objev a popis

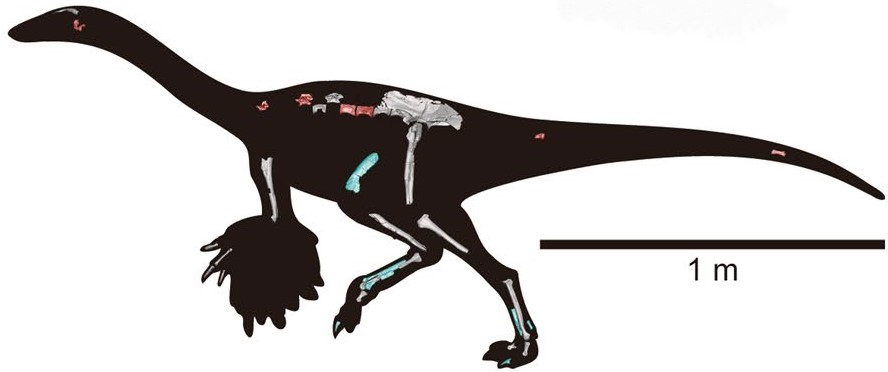
Objevené fosilie tyranomima.

Typový druh Tyrannomimus fukuiensis byl formálně popsán roku 2023. Typový exemplář nese označení FPDM-V-11311 a je nekompletní postkraniální kostrou. Objeveno však bylo více exemplářů tohoto teropoda v sedimentech geologického souvrství Kitadani. Rodové jméno odkazuje k anatomické podobnosti s tyranosauroidy, například ve stavbě a morfologii kyčelní kosti. Druhové jméno odkazuje k oblasti objevu, kterou je prefektura Fukui.

## Zařazení
Tyrannomimus byl zástupcem čeledi Deinocheiridae a jeho nejbližšími vývojovými příbuznými jsou rody Harpymimus, Garudimimus, Deinocheirus a Paraxenisaurus. Fosilie mexického rodu byly objeveny v sedimentech souvrství Cerro del Pueblo.